# Zofia Uhrynowska-Hanasz
Zofia Uhrynowska-Hanasz (ur. 24 lipca 1934) – redaktor, tłumaczka literatury anglojęzycznej.

## Przekłady
- Jeffrey Archer Sprawa honoru (1993)
- Margaret Atwood Moralny nieład (2008)
- Margaret Atwood Opowieść podręcznej (1992)
- Margaret Atwood Pani wyrocznia (1989)
- J.G. Ballard Ogród czasu (1983)[1]
- Martin Ballard Władca wyspy Juan Fernandez (1974)
- Pat Barker Przekroczyć granice (2004)
- A. Scott Berg(inne języki) Kate, jaką pamiętam (2005)
- Anthony Berkeley(inne języki) Zatrute czekoladki (1965)
- Brett Ellen Block(inne języki) Grób córki Boga (2005)
- Ralph Blumenthal(inne języki) Ostatnie dni Sycylijczyków (1990)
- Sandra Brown Miłość bez granic (1996)
- Edward Bulwer-Lytton Duchy i ludzie (1981)
- Richard Burgin Przewrotna dziewczyna i inne opowiadania (1991)[2]
- Michael Carey Osaczony (1969)
- Vera Caspary Laura (1966)
- Richard Church Klub Tomahawka na tropie (1972)
- Nicola Cornick Gra na cztery ręce (2001)
- Helen Cresswell Polowanie na żuka (1978)
- Philip K. Dick Krótki, szczęśliwy żywot brązowego Oxforda (2014)[3]
- Maurice Dolbier Niezwykłe wędrówki Benjy Boone'a (1971)
- Jennifer Drew Pora się żenić! (2004)
- Daphne du Maurier Moja kuzynka Rachela (1992)
- Frederick Forsyth Dezinformator (2013)[4]
- Nicolas Freeling Tajemnica białego Mercedesa (1966)
- Kerry Greenwood Kokainowy blues (2015)
- Hammond Innes Tajemnica „Mary Deare” (1961)[5]
- John Irving Świat według Garpa (1984)
- Christopher Isherwood Pożegnanie z Berlinem (2009)
- Elia Kazan Poza Morze Egejskie (1998)
- Clara Olink Kelly Szkarłatne drzewo nadziei (2003)
- Ian Kershaw Hitler (2001)[6]
- Dorothy Koomson Przyjaciółki (2014)
- Dean Koontz Intensywność (1998)
- Jerzy Kosiński Kroki (2014)
- Henry Kuttner Stos kłopotów (1986)
- Ursula K. Le Guin Wszystkie strony świata (1980)[7]
- Ursula K. Le Guin Rybak znad Morza Wewnętrznego (2016)
- Janice Y. K. Lee Nauczycielka muzyki (2010)
- Dennis Lehane Gdzie jesteś, Amando? (2008)
- Billie Letts Tu, gdzie jest serce (2003)
- Marina Lewycka Wojna domowa (2011)
- Ian McEwan Pierwsza miłość, ostatnie posługi i inne opowiadania (1987)
- Ian McEwan W pościeli (2009)
- Stefan Jacek Michalak Rub Al Chali (1999)
- Desmond Morris Zwierzę zwane człowiekiem (1997)
- Toni Morrison Pieśń Salomonowa (1980)
- Carole Mortimer Angielka w Nowym Jorku (2015)
- Farley Mowat Przekleństwo grobu Wikinga (1978)
- Farley Mowat Zagubieni w tundrze kanadyjskiej (1978)
- Scott O’Dell Wyspa Błękitnych Delfinów (1976)
- Kenzaburō Ōe Sprawa osobista (1974)
- Belva Plain Dotknięcie losu (2001)
- Belva Plain Obietnice (2000)
- Charles Portis Troje na prerii (1973)
- Douglas Preston Jennie (1996)
- Heidi Rice Willa w Monterey (2015)
- Liz Rigbey Fałszywe lato (2003)
- Jean Sasson Z miłości do syna (2013)
- Bob Shaw Człowiek z dwóch czasów (1979)
- Bob Shaw Kosmiczny kalejdoskop (1983)
- Anita Shreve Światło na śniegu (2008)
- Anne Rivers Siddons(inne języki) Byłam szczęśliwa w Lowcountry (2000)
- Anne Rivers Siddons Uciekłam na wyspę (1999)
- Deborah Smith Ogród kamiennych kwiatów (2002)
- Muriel Spark Pełnia życia panny Brodie (1972)[8]
- Nicholas Sparks Szczęściarz (2010)
- Frank R. Stockton Opowieść o sile ujemnego ciążenia (1981)
- Rex Stout Układanka (1992)
- Tad Szulc Papież Jan Paweł II : biografia (1996)[9]
- Josephine Tey Trudna decyzja panny Pym (1970)
- John Rowe Townsend Wyspa Pirata (1974)
- Dorothy Uhnak Fałszywy świadek (1992)[10]
- Dorothy Uhnak Policjanci (1977)
- Dorothy Uhnak Śledztwo (1982)
- Lisa Unger Cząstka prawdy (2009)
- Allen Upward Klub Domino (1962)[11]
- Karen Van der Zee Pelangi – cicha przystań (2001)
- Kurt Vonnegut Gdy śmiertelnicy śpią (2016)
- Kurt Vonnegut Hokus pokus (2013)
- Judy Waite Eclipse (2001)
- Judy Waite Gwiazda (2002)
- Judy Waite Puzel (2001)
- Judy Waite Szafir (2001)
- Zhou Weihui Poślubić Buddę (2006)
- Susan Wilson Córka wróżki (2005)